# Přemkovo zákoutí
Kopec Přemkovo zákoutí, v minulosti nazývan také Klíčův les, s vrcholem v nadmořské výšce 651 m leží v pohoří Oderské vrchy. Nachází se severozápadně od obce Kozlov v okrese Olomouc v Olomouckém kraji. Vrchol kopce je veřejnosti bez povolení nepřístupný, neboť leží ve vojenském újezdu Libavá. Kopec se využívá především pro louky a část je zalesněná.
V jižních svazích Přemkova zákoutí pramení potok Kyjanka (přítok Říky) a v jihovýchodních potok Olešnice (přítok Morávky), kde oba potoky patří do povodí řeky Moravy. Jihovýchodně od vrcholu se ve svazích Přemkova zákoutí nachází bývalý lom v Kozlově.
Přes vrchol kopce prochází rozvodí, tj. hranice povodí Odry a povodí Dunaje (resp. hranice úmoří Baltského moře a úmoří Černého moře). Vrchol kopce je také nejjižnějším bodem povodí Odry (resp. úmoří Baltského moře) v Oderských vrších.

## Název
Vrchol se dříve nazýval Klíčův les; tento název je doložen ještě na státní mapě z roku 2002.

## Pramen řeky Odry a turistické stezky
Nedaleko od hranice povodí vedou turistické stezky a cyklostezka, které se napojují na Naučnou stezkou u pramene Odry vedoucí k Prameni řeky Odry. Zmíněné stezky jsou přístupné jen o víkendech a svátcích, protože se nacházejí v dočasně zpřístupněné okrajové zóně vojenského prostoru. Pramen Odry se nachází mezi kopci Fidlův kopec a Přemkovo zákoutí a to blíže ke Přemkovu zákoutí (vzdušnou čarou cca 865 m).

## Další informace

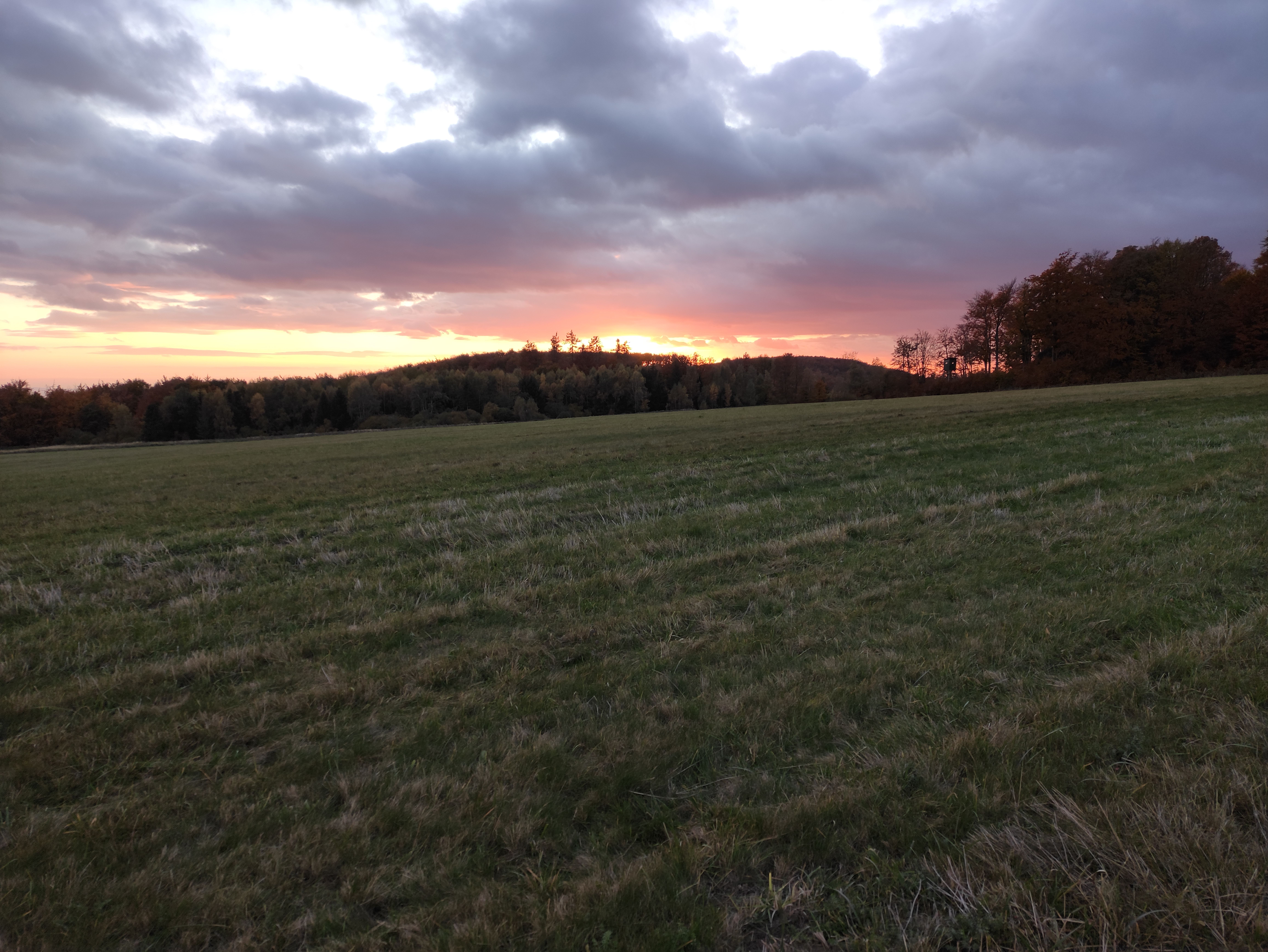
Výhled u vrcholu Přemkova zákoutí směrem na Růžový kopec

Vrchol Přemkova zákoutí nabízí výhled na Fidlův kopec (nejvyšší kopec Oderských vrchů) a na další okolní kopce a obec Kozlov.